# Wooster (Ohio)
Wooster es una ciudad ubicada en el condado de Wayne en el estado estadounidense de Ohio. En el Censo de 2010 tenía una población de 26119 habitantes y una densidad poblacional de 616,38 personas por km².

## Geografía
Wooster se encuentra ubicada en las coordenadas 40°48′58″N 81°55′59″O / 40.81611, -81.93306. Según la Oficina del Censo de los Estados Unidos, Wooster tiene una superficie total de 42.37 km², de la cual 42.24 km² corresponden a tierra firme y (0.31%) 0.13 km² es agua.

## Demografía
Según el censo de 2010, había 26119 personas residiendo en Wooster. La densidad de población era de 616,38 hab./km². De los 26119 habitantes, Wooster estaba compuesto por el 91.19% blancos, el 3.56% eran afroamericanos, el 0.28% eran amerindios, el 1.88% eran asiáticos, el 0.03% eran isleños del Pacífico, el 0.67% eran de otras razas y el 2.39% pertenecían a dos o más razas. Del total de la población el 2.18% eran hispanos o latinos de cualquier raza.